# Lez (folyó)
A Lez folyó Franciaország területén, a Salat bal oldali mellékfolyója.

## Földrajzi adatok
A folyó Ariège megyében a Pireneusokban ered, és Saint-Girons-nál, szintén Ariège megyében torkollik a Salat-ba. Hossza 35,8 km.

## Megyék és városok a folyó mentén
- Ariège: Les Bordes-sur-Lez, Castillon-en-Couserans.